# ネルソン・タピア
ネルソン・タピア（Nelson Antonio Tapia Rios, 1966年6月22日 - ）はチリ出身の元サッカー選手。チリ代表である。ポジションはGK。
"Simpson"というニックネームは、タピアがアニメのザ・シンプソンズに登場するバート・シンプソンと同じような髪形をしていたことによる。

## 経歴
チリ代表には1994年のフランス戦でデビューし、2005年のブラジル戦で引退するまで73試合に出場した。1998年のフランスW杯では4試合に出場した。2000年のシドニー五輪では銅メダルを獲得した。

## 所属クラブ
- 1987-1992  CDオヒギンス
- 1993  CDテムコ
- 1994-2000  ウニベルシダ・カトリカ
- 2000-2001  CAベレス・サルスフィエルド
- 2001  CDプエルト・モント
- 2002  ウニオン・エスパニョーラ
- 2003  CDコブレロア
- 2004  サントスFC
- 2005  CDコブレロア
- 2005  フニオール・バランキージャ

## 代表歴

### 出場大会
- チリ代表
  - 1998 FIFAワールドカップ

### 試合数
- 国際Aマッチ 73試合 0得点（1994年-2005年）[1]

| チリ代表 | 国際Aマッチ | 国際Aマッチ |
| 年       | 出場        | 得点        |
| -------- | ----------- | ----------- |
| 1994     | 4           | 0           |
| 1995     | 1           | 0           |
| 1996     | 11          | 0           |
| 1997     | 12          | 0           |
| 1998     | 10          | 0           |
| 1999     | 1           | 0           |
| 2000     | 10          | 0           |
| 2001     | 3           | 0           |
| 2002     | 0           | 0           |
| 2003     | 7           | 0           |
| 2004     | 8           | 0           |
| 2005     | 6           | 0           |
| 通算     | 73          | 0           |